# Eden Magazine
Eden Magazine is een tuintijdschrift dat sinds 1994 in diverse landen drie keer per jaar verschijnt. 
De eerste twee edities verschenen in het Nederlands. Vanaf het derde nummer kwam er een Franse editie bij. Qua inhoud zijn beide edities praktisch gelijk. 
Het tijdschrift richt zich tot de tuin- en natuurliefhebbers. Onderwerpen die vaak aan bod komen zijn bloemen, één- en tweejarigen, bollen, grassen, groenten, kleinfruit, bomen,  struiken, tuin- en landschapsarchitectuur, tuindecoratie, tuinreizen, tuinliteratuur en tuinevenementen. 
Tot 2016 werd Eden Magazine uitgegeven onder de naam De Tuinen van Eden voor de Nederlandstalige editie en Les Jardins d'Eden voor de Franstalige editie.
In Nederland, België, Luxemburg en Frankrijk is het tijdschrift in grote supermarkten, kiosken, tijdschriften- en boekhandels verkrijgbaar.